# Équipe du Congo féminine de volley-ball
L'équipe du Congo féminine de volley-ball  est l'équipe nationale qui représente la république du Congo dans les compétitions internationales féminines de volley-ball.
La sélection est éliminée en phase de groupes des Jeux africains de 2015.